# فقمة بحر قزوين
فقمة قزوين أو فقمة بحر قزوين (الاسم العلمي: Pusa caspica) من فصيلة الفقمات عديمة الأذن وأصغر أعضاء هذه الفصيلة. توجد حصراً في بحر قزوين وتنتشر على طول السواحل والجزر الصخرية وكتل الجليد العائمة في بحر قزوين. في فصل الشتاء وأيام الربيع والخريف الباردة تهاجر هذه الفقمات إلى الجزء الشمالي من البحر. عندما يذوب الجليد في فصل الصيف يمكن العثور عليها في نهري الفولغا والأورال، فضلاً عن خطوط العرض الجنوبية من البحر حيث تكون المياه باردة في الأعماق.